# GU-Racing International

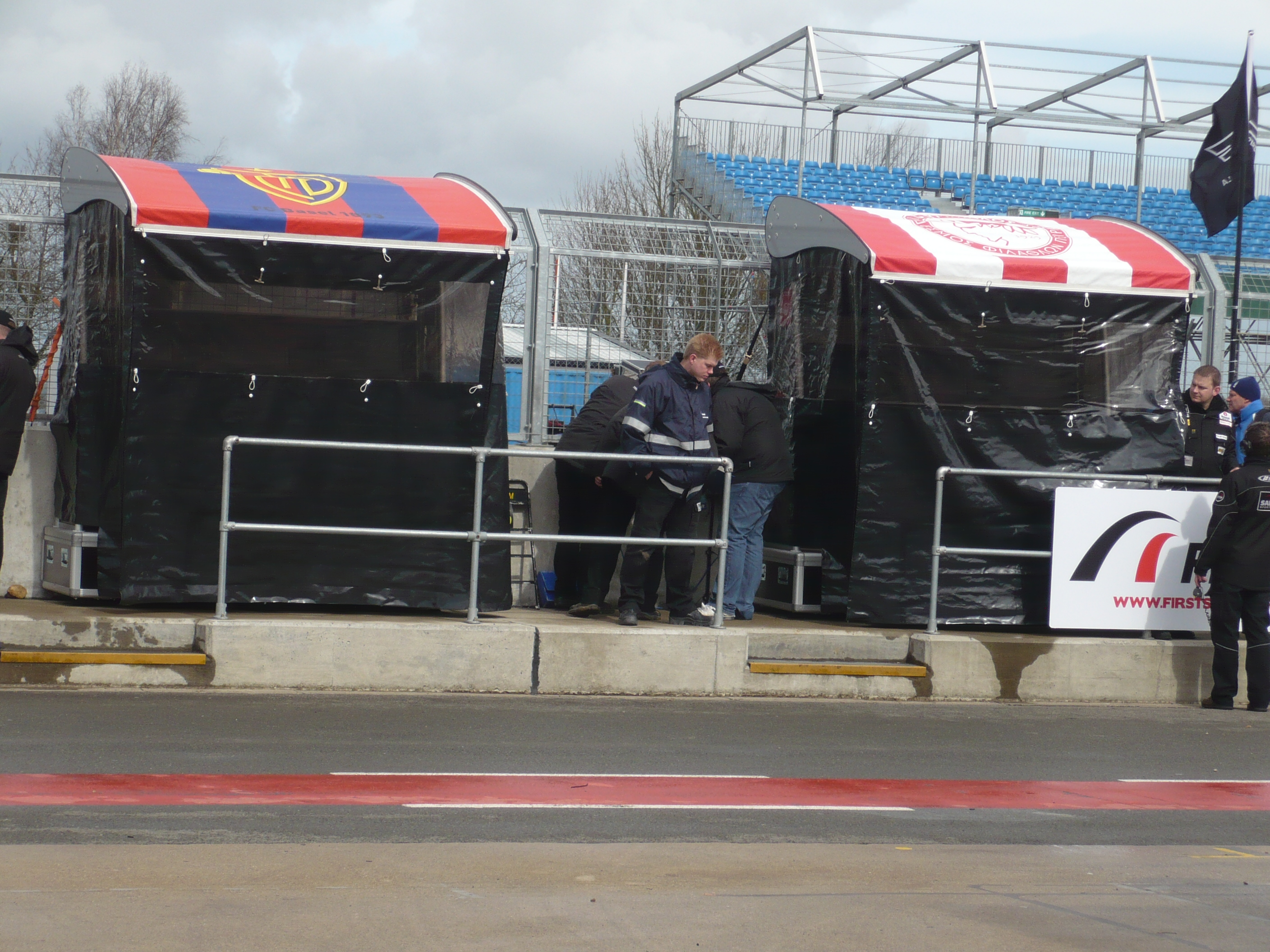
GU-Racing International em Silverstone

A GU-Racing International é uma equipa de corridas alemã de Günther Unterreitmeier. A equipa foi fundada em 2003.
A GU-Racing International tem competido em muitos campeonatos, como a Superleague Fórmula, operando as equipas da Superleague Fórmula do Olympiacos CFP e do FC Basel. Também operaram a A1 Team Alemanha no A1GP. A GU-Racing International também teve sucesso a competir nos campeonatos de Fórmula BMW e de Fórmula Renault pelo mundo.

## Superleague Fórmula
Na Superleague Fórmula, a GU-Racing International opera, desde 2008, as equipas da Superleague Fórmula do Olympiacos CFP e do FC Basel. Em 2008, a classificação do FC Basel foi 15º e a do Olympiacos 17º. O melhor resultado de sempre no campeonato foi um 3º lugar, alcançado pelo Olympiacos CFP na 1ª ronda do campeonato de 2009.